# 尿道球腺液
尿道球腺液（にょうどうきゅうせんえき、英: Pre-ejaculate）は、男性の尿道球腺から分泌される弱アルカリ性の粘性がある透明な液体。一般にはカウパー腺液（単にカウパーやカウパー液とも）と呼ばれる。また、俗語として男性が射精する前に分泌されることから、我慢汁（がまんじる）や、先走り汁（さきばしりじる）などとも呼ばれる。女性のバルトリン腺液に相当する。

## 概要
男性が性的興奮を感じた際に尿道球腺から尿道内に分泌され、外尿道口から体外に排出される。その特性から以下の機能を担っていると考えられている。
- 通常、弱酸性の状態にある男性の尿道内、及び、女性の膣内を、アルカリ性の成分により中和、及び、アルカリ性の状態にする[1][2]。射精の前にあらかじめカウパー腺液を分泌することで、腟内を弱アルカリ性にし、精子へのダメージを最小限にする働きがある[1][3]。
- 性交時の陰茎と膣の粘膜同士の摩擦を低減する[1][3]。

外観は、無臭の無色透明の粘液。中度の粘性があり、皮膚に圧着した後、延長すると、数十センチメートルほど糸を引くように伸びる。皮膚表面に塗り広げるなどして表面積が増加すると乾燥しやすい性質があるが、再度、水分を与えると、ほぼ元の状態に復帰する。乾燥すると光沢性のある白色の物質に変化する。
尿道球腺液の分泌量は、個人差はあるものの、一般に性的興奮の度合いや、その持続時間に比例する。尿道球腺の機能上は、勃起した陰茎の表面全体を潤すのに必要な1cc程度を一度に分泌する能力がある。コンドームを装着した性交を長時間に渡って行うと、コンドームと陰茎の間に尿道球腺液が充満し、コンドームが脱落しやすくなることがあるため、注意が必要になる。尿道球腺液の分泌に際しては性的興奮が伴うため、一般に陰茎は勃起状態にあることが多い。短時間の性的興奮においては、勃起の収束後に徐々に分泌されたり、軽微な性的興奮においては、完全な勃起を伴うことなく分泌されることもある。なお、性的興奮を伴わない就寝中等の勃起においては、尿道球腺液は分泌されない。
1702年、イギリスの外科医ウィリアム・カウパーが、解剖学の書籍に発表したことから、発見者にちなみ「カウパー腺液」「カウパー氏腺液」と呼ばれることがある。但し、それ以前の1684年に、外科医ジャン・メリーもこの粘液を発見しており、ウィリアム・カウパーが第一発見者ではない。また、それ以前からも、この粘液の存在が慣習的に認知されていたことは言うまでもない。

## 妊娠との関係
本来、尿道球腺から分泌された直後の尿道球腺液には精子は含まれておらず、生殖能力はない。しかし、射精に備えて精管膨大部に蓄えられた精子は、人によっては、射精以前に尿道に排出されることがあり、その精子が尿道球腺液とともに外尿道口から排出されることがある。これが原因となって、膣内射精に至らない性交によっても、女性が妊娠する可能性がある。したがって、妊娠を望まないのならお互いの外性器が接触する前から男性はコンドームを着用すべきである。膣外射精による避妊の失敗の原因として、尿道球腺液に生殖能力がある旨が取り上げられることがあるが、厳密には正確な表現ではない。

## 性感染症との関係
HIV（エイズウイルス）感染者の尿道球腺液には、精液ほどではないがウイルスが含まれているため、性行為の際は（膣・肛門への挿入はもちろん、口による愛撫の場合も）コンドームを装着することが望ましい（日本において、感染自覚のないHIV感染者が潜在しているため、HIV検査を受けたことのない者は不意に他人に感染させることのないよう特に注意する必要がある）。